# Stephen King-Hall
Stephen King-Hall, född 21 januari 1893 i London, död 2 juni 1966, var en brittisk politiker.
Stephen King-Hall var ursprungligen sjöofficer, deltog i bildandet av Chatham House och var sekreterare för dess studiegrupper 1929–1935. King-Hall började 1936 utge de så kallade "News-letters" som gav koncentrerad utrikespolitisk upplysning i ny form. King-Hall invaldes i underhuset som representant för arbetarpartiet 1939, lämnade partiet 1942 och satt kvar i underhuset som oavhängig till 1945.